# Piastowie małopolscy
Piastowie małopolscy – linia dynastii Piastów, panująca w Małopolsce i w ziemi sandomierskiej, wywodząca się od Kazimierza II Sprawiedliwego, wygasła na jego wnuku Bolesławie V Wstydliwym w 1279.
Z racji posiadania stołecznego Krakowa linia ta uważała się za nadrzędną wobec innych gałęzi piastowskich. O ile do śmierci Leszka Białego jej pozycja w Polsce dzielnicowej rzeczywiście była silna, to już jego jedyny syn, Bolesław Wstydliwy uważany był jedynie za księcia Krakowa, niemającego realnej władzy nad pozostałymi książętami dzielnicowymi.
Zazwyczaj do linii Piastów małopolskich zalicza się trzech książąt: Kazimierza II Sprawiedliwego, jego syna Leszka Białego oraz wnuka Bolesława V Wstydliwego. Do gałęzi tej przynależą także trzej wcześnie zmarli synowie jej protoplasty: Kazimierz, Bolesław i Odon oraz dwie jego córki: Adelajda i nieznana z imienia żona wielkiego księcia kijowskiego Wsiewołoda Czermnego, a także córka Leszka Białego, Salomea.
Czasami Piastem małopolskim czyni się także piątego syna Kazimierza Sprawiedliwego, Konrada I mazowieckiego. Jednakże tak z racji posiadanych ziem, jak i tego jakimi obszarami władali jego potomkowie, bardziej zasadne byłoby uznanie go za Piasta mazowieckiego.

## Drzewo genealogiczne Piastów małopolskich
|                                                         |                                                         |                                                         |                                                         |                                        |                                        |                                                |                                                | Δ Kazimierz II Sprawiedliwy ur. 1138 zm. 5 V 1194 |                                                |                                          |                                          |                                           |                                           |                                                    |                                                    |                                                    |                                                    |                                                 |                                                 |
|                                                         |                                                         |                                                         |                                                         |                                        |                                        |                                                |                                                |                                                   |                                                |                                          |                                          |                                           |                                           |                                                    |                                                    |                                                    |                                                    |                                                 |                                                 |
|                                                         |                                                         |                                                         |                                                         |                                        |                                        |                                                |                                                |                                                   |                                                |                                          |                                          |                                           |                                           |                                                    |                                                    |                                                    |                                                    |                                                 |                                                 |
| N., żona Wsiewołoda Czermnego ur. 1162/1166 zm. po 1179 | N., żona Wsiewołoda Czermnego ur. 1162/1166 zm. po 1179 | N., żona Wsiewołoda Czermnego ur. 1162/1166 zm. po 1179 | N., żona Wsiewołoda Czermnego ur. 1162/1166 zm. po 1179 | Kazimierz ur. 1162/1168 zm. 1 III 1168 | Kazimierz ur. 1162/1168 zm. 1 III 1168 | Bolesław ur. 1168/1171 zm. 16 IV 1182 lub 1183 | Bolesław ur. 1168/1171 zm. 16 IV 1182 lub 1183 | Bolesław ur. 1168/1171 zm. 16 IV 1182 lub 1183    | Bolesław ur. 1168/1171 zm. 16 IV 1182 lub 1183 | Odon ur. ok. 1180 zm. ?                  | Odon ur. ok. 1180 zm. ?                  | Adelajda ur. zap. ok. 1180 zm. 8 XII 1211 | Adelajda ur. zap. ok. 1180 zm. 8 XII 1211 | Leszek Biały ur. 1184/1185 zm. 24 XI 1227          | Leszek Biały ur. 1184/1185 zm. 24 XI 1227          | Leszek Biały ur. 1184/1185 zm. 24 XI 1227          | Leszek Biały ur. 1184/1185 zm. 24 XI 1227          | Konrad I mazowiecki zobacz Piastowie mazowieccy | Konrad I mazowiecki zobacz Piastowie mazowieccy |
|                                                         |                                                         |                                                         |                                                         |                                        |                                        |                                                |                                                |                                                   |                                                |                                          |                                          |                                           |                                           |                                                    |                                                    |                                                    |                                                    |                                                 |                                                 |
|                                                         |                                                         |                                                         |                                                         |                                        |                                        |                                                |                                                |                                                   |                                                |                                          |                                          |                                           |                                           |                                                    |                                                    |                                                    |                                                    |                                                 |                                                 |
|                                                         |                                                         |                                                         |                                                         |                                        |                                        |                                                |                                                |                                                   |                                                | Salomea ur. ok. 1211/1212 zm. 17 XI 1268 | Salomea ur. ok. 1211/1212 zm. 17 XI 1268 | Salomea ur. ok. 1211/1212 zm. 17 XI 1268  | Salomea ur. ok. 1211/1212 zm. 17 XI 1268  | Bolesław V Wstydliwy ur. 21 VI 1226 zm. 7 XII 1279 | Bolesław V Wstydliwy ur. 21 VI 1226 zm. 7 XII 1279 | Bolesław V Wstydliwy ur. 21 VI 1226 zm. 7 XII 1279 | Bolesław V Wstydliwy ur. 21 VI 1226 zm. 7 XII 1279 |                                                 |                                                 |

Opracowanie  na podstawie: K. Jasiński, Rodowód Piastów małopolskich i kujawskich, Poznań-Wrocław 2001.; dane dotyczące nieznanej z imienia żony Wsiewołoda Czermnego za: O. Balzer, Genealogia Piastów, Kraków 2005.